# 南辰乡
南辰乡，是中华人民共和国江苏省连云港市东海县下辖的一个乡镇级行政单位。

## 行政区划
南辰乡下辖以下地区：
东山后村、西山后村、南辰村、兴辰村、老古墩村、小埠子村、北辰一村、北辰二村和西朱范村。